# Martín Domínguez Barberá
Martín Domínguez Barberá (Algemesí, 1908 - Valencia, 1984) fue un periodista y literato nacido en Algemesí (Valencia).

## Obra
Martín Domínguez cuenta con una extensa obra lírica: Nueve versos de gesta (1940) y dramática. Como autor teatral escribió en valenciano: No n’eren 10? y Les malaenes. De su obra dedicada a su tierra natal destaca: Alma y Tierra de Valencia (1941), La Virgen por las calles de Valencia y Valencia (1953). También publicó estudios históricos como Don Jaime el Conquistador (1945), El Santo de los Niños (1949), El tradicionalismo de un republicano (1962), sobre San José de Calasanz y Blasco Ibáñez. Además publicó el ensayo El descabalgar de don Quijote (1948) y la novela Els horts (1972).
En 1955 obtuvo la Flor Natural en Els Jocs Florals de la Ciutat i Regne de València, organizados por Lo Rat Penat. Como intelectual y como valencianista tenía una trayectoria impecable.
Director del diario Las Provincias de Valencia (1949-1958). Cesado por las presiones del alcalde falangista Adolfo Rincón de Arellano, debido a sus críticas a la actuación del régimen franquista tras la riada de octubre de 1957.
Fundador del semanario Valencia Fruits, periódico dedicado a la defensa de la agricultura valenciana.